# إليك سيوارد
إليك سيوارد (بالإنجليزية: Alec Seward)‏ هو كاتب أغاني ومغني أمريكي، ولد في 16 مارس 1902 في مقاطعة تشارلز سيتي في الولايات المتحدة، وتوفي في 11 مايو 1972 في نيويورك في الولايات المتحدة.

## وصلات خارجية
- إليك سيوارد على موقع ميوزك برينز (الإنجليزية)
- إليك سيوارد على موقع أول ميوزيك (الإنجليزية)
- إليك سيوارد على موقع ديسكوغز (الإنجليزية)